# Ходаки (Гродненская область)
Ходаки́ (бел. Хадакі́, пол. Boży Dar) — деревня в Сморгонском районе Гродненской области Белоруссии.
Входит в состав Коренёвского сельсовета.
Расположена в центральной части района. Расстояние до районного центра Сморгонь по автодороге — около 7,5 км, до центра сельсовета деревни Корени по прямой — порядка 7 км. Ближайшие населённые пункты — Василевичи, Левки, Осиновка. Площадь занимаемой территории составляет 0,6250 км², протяжённость границ 6690 м.
Согласно переписи население деревни в 1999 году насчитывало 66 человек.
До 2008 года Ходаки входили в состав Белковщинского сельсовета.
Через деревню проходит автомобильная дорога местного значения Н6741 Ходаки — Красное.